# Bruggmanniella connamomi
Bruggmanniella connamomi är en tvåvingeart som beskrevs av Makoto Tokuda och Junichi Yukawa 2006. Bruggmanniella connamomi ingår i släktet Bruggmanniella och familjen gallmyggor. Inga underarter finns listade i Catalogue of Life.